# Vrbice
Vrbice es un municipio del distrito de Prachatice en la región de Bohemia Meridional, República Checa, con una población estimada a principio del año 2018 de 67 habitantes. 
Se encuentra ubicada al suroeste de la región, en la zona de la selva de Bohemia y de la frontera con la región de Pilsen y Alemania.